# Herrarnas turnering i beachvolleyboll vid olympiska sommarspelen 2012
Herrarnas turnering i beachvolleyboll vid olympiska sommarspelen 2012 spelas mellan 28 juli och 9 augusti 2012. Totalt deltar 24 par i turneringen. Paren delades upp i sex grupper om fyra lag i varje där de två främsta går vidare till slutspel. Utöver det går även de två främsta treorna vidare. De övriga treorna spelar ett playoff och även två vinnare från detta playoff kvalificerar sig till slutspel.

## Gruppspel
I gruppspelet spelar alla par tre matcher vardera (en match mot varje motståndare i sin grupp) och de två främsta i varje grupp går därefter vidare till slutspel. För seger gavs två poäng, för förlust gavs en poäng. 

### Grupp A
|       |                              |       | Matcher | Matcher | Poäng | Poäng | Poäng | Set | Set | Set   |
| Plac. | Lag                          | Poäng | V       | F       | V     | F     | Ratio | V   | F   | Ratio |
| ----- | ---------------------------- | ----- | ------- | ------- | ----- | ----- | ----- | --- | --- | ----- |
| 1     | Alison – Emanuel (BRA)       | 6     | 3       | 0       | 145   | 123   | 1.179 | 6   | 1   | 6.000 |
| 2     | Bellaguarda – Heuscher (SUI) | 4     | 1       | 2       | 111   | 118   | 0.941 | 2   | 4   | 0.500 |
| 3     | Lupo – Nicolai (ITA)         | 4     | 1       | 2       | 119   | 126   | 0.944 | 2   | 4   | 0.500 |
| 4     | Doppler – Horst (AUT)        | 4     | 1       | 2       | 128   | 136   | 0.941 | 3   | 4   | 0.750 |

### Grupp B
|       |                           |       | Matcher | Matcher | Poäng | Poäng | Poäng | Set | Set | Set   |
| Plac. | Lag                       | Poäng | V       | F       | V     | F     | Ratio | V   | F   | Ratio |
| ----- | ------------------------- | ----- | ------- | ------- | ----- | ----- | ----- | --- | --- | ----- |
| 1     | Dalhausser – Rogers (USA) | 6     | 3       | 0       | 139   | 109   | 1.275 | 6   | 1   | 6.000 |
| 2     | Gavira – Herrera (ESP)    | 5     | 2       | 1       | 139   | 133   | 1.045 | 5   | 2   | 2.500 |
| 3     | Beneš – Kubala (CZE)      | 4     | 1       | 2       | 120   | 128   | 0.938 | 2   | 5   | 0.400 |
| 4     | Asahi – Shiratori (JPN)   | 3     | 0       | 3       | 110   | 138   | 0.797 | 1   | 6   | 0.167 |

### Grupp C
|       |                           |       | Matcher | Matcher | Poäng | Poäng | Poäng | Set | Set | Set   |
| Plac. | Lag                       | Poäng | V       | F       | V     | F     | Ratio | V   | F   | Ratio |
| ----- | ------------------------- | ----- | ------- | ------- | ----- | ----- | ----- | --- | --- | ----- |
| 1     | Brink – Reckermann (GER)  | 6     | 3       | 0       | 133   | 114   | 1.167 | 6   | 1   | 6.000 |
| 2     | Chevallier – Heyer (SUI)  | 5     | 2       | 1       | 145   | 151   | 0.960 | 4   | 4   | 1.000 |
| 3     | Semenov – Prokopyev (RUS) | 4     | 1       | 2       | 157   | 163   | 0.963 | 3   | 5   | 0.600 |
| 4     | Wu – Linyin (CHN)         | 3     | 0       | 3       | 157   | 164   | 0.957 | 3   | 6   | 0.500 |

### Grupp D
|       |                            |       | Matcher | Matcher | Poäng | Poäng | Poäng | Set | Set | Set   |
| Plac. | Lag                        | Poäng | V       | F       | V     | F     | Ratio | V   | F   | Ratio |
| ----- | -------------------------- | ----- | ------- | ------- | ----- | ----- | ----- | --- | --- | ----- |
| 1     | Gibb – Rosenthal (USA)     | 5     | 2       | 1       | 119   | 89    | 1.337 | 4   | 2   | 2.000 |
| 2     | Fijałek – Prudel (POL)     | 5     | 2       | 1       | 132   | 115   | 1.148 | 5   | 2   | 2.500 |
| 3     | Samoilovs – Sorokins (LAT) | 5     | 2       | 1       | 116   | 113   | 1.027 | 4   | 3   | 1.333 |
| 4     | Chiya – Goldschmidt (RSA)  | 3     | 0       | 3       | 76    | 126   | 0.603 | 0   | 6   | 0.000 |

### Grupp E
|       |                             |       | Matcher | Matcher | Poäng | Poäng | Poäng | Set | Set | Set   |
| Plac. | Lag                         | Poäng | V       | F       | V     | F     | Ratio | V   | F   | Ratio |
| ----- | --------------------------- | ----- | ------- | ------- | ----- | ----- | ----- | --- | --- | ----- |
| 1     | Pļaviņš – Šmēdiņš (LAT)     | 6     | 3       | 0       | 141   | 113   | 1.248 | 6   | 1   | 6.000 |
| 2     | Nummerdor – Schuil (NED)    | 5     | 2       | 1       | 127   | 116   | 1.095 | 4   | 3   | 1.333 |
| 3     | Erdmann – Matysik (GER)     | 4     | 1       | 2       | 132   | 148   | 0.892 | 3   | 5   | 0.600 |
| 4     | Hernández – Villafañe (VEN) | 3     | 0       | 3       | 128   | 151   | 0.848 | 2   | 6   | 0.333 |

### Grupp F
|       |                            |       | Matcher | Matcher | Poäng | Poäng | Poäng | Set | Set | Set   |
| Plac. | Lag                        | Poäng | V       | F       | V     | F     | Ratio | V   | F   | Ratio |
| ----- | -------------------------- | ----- | ------- | ------- | ----- | ----- | ----- | --- | --- | ----- |
| 1     | Ricardo – Cunha (BRA)      | 6     | 3       | 0       | 129   | 101   | 1.277 | 6   | 0   | MAX   |
| 2     | Skarlund – Spinnangr (NOR) | 5     | 2       | 1       | 117   | 107   | 1.093 | 4   | 2   | 2.000 |
| 3     | Binstock – Reader (CAN)    | 4     | 1       | 2       | 114   | 119   | 0.958 | 2   | 4   | 0.500 |
| 4     | Thompson – Grotowski (GBR) | 3     | 0       | 3       | 94    | 127   | 0.740 | 0   | 6   | 0.000 |

### Lucky Loser-matcher
De fyra sämsta treorna möttes i två utslagsmatcher där de två vinnarna gick vidare till slutspel.
| Spelare                 | Resultat | Spelare              |
| ----------------------- | -------- | -------------------- |
| Binstock – Reader (CAN) | 0–2      | Lupo – Nicolai (ITA) |
| Erdmann – Matysik (GER) | 2–1      | Beneš – Kubala (CZE) |

## Slutspel
| Åttondelsfinaler | Åttondelsfinaler             | Åttondelsfinaler |  |  | Kvartsfinaler | Kvartsfinaler            | Kvartsfinaler |  |  | Semifinaler | Semifinaler              | Semifinaler |  |            | Final      | Final                    | Final |
|                  |                              |                  |  |  |               |                          |               |  |  |             |                          |             |  |            |            |                          |       |
|                  | Alison – Emanuel (BRA)       | 2                |  |  |               |                          |               |  |  |             |                          |             |  |            |            |                          |       |
|                  | Erdmann – Matysik (GER)      | 0                |  |  |               | Alison – Emanuel (BRA)   | 2             |  |  |             |                          |             |  |            |            |                          |       |
|                  | Fijałek – Prudel (POL)       | 2                |  |  |               | Fijałek – Prudel (POL)   | 1             |  |  |             |                          |             |  |            |            |                          |       |
|                  | Chevallier – Heyer (SUI)     | 0                |  |  |               |                          |               |  |  |             | Alison – Emanuel (BRA)   | 2           |  |            |            |                          |       |
|                  | Pļaviņš – Šmēdiņš (LAT)      | 2                |  |  |               |                          |               |  |  |             | Pļaviņš – Šmēdiņš (LAT)  |             |  |            |            |                          |       |
|                  | Skarlund – Spinnangr (NOR)   | 0                |  |  |               | Pļaviņš – Šmēdiņš (LAT)  | 2             |  |  |             |                          |             |  |            |            |                          |       |
|                  | Semenov – Prokopyev (RUS)    | 0                |  |  |               | Gibb – Rosenthal (USA)   | 1             |  |  |             |                          |             |  |            |            |                          |       |
|                  | Gibb – Rosenthal (USA)       | 2                |  |  |               |                          |               |  |  |             |                          |             |  |            |            | Alison – Emanuel (BRA)   | 1     |
|                  | Brink – Reckermann (GER)     | 2                |  |  |               |                          |               |  |  |             |                          |             |  |            |            | Brink – Reckermann (GER) | 2     |
|                  | Samoilovs – Sorokins (LAT)   | 0                |  |  |               | Brink – Reckermann (GER) | 2             |  |  |             |                          |             |  |            |            |                          |       |
|                  | Gavira – Herrera (ESP)       | 0                |  |  |               | Ricardo – Cunha (BRA)    | 0             |  |  |             |                          |             |  |            |            |                          |       |
|                  | Ricardo – Cunha (BRA)        | 2                |  |  |               |                          |               |  |  |             | Brink – Reckermann (GER) | 2           |  |            |            |                          |       |
|                  | Nummerdor – Schuil (NED)     | 2                |  |  |               |                          |               |  |  |             | Nummerdor – Schuil (NED) | 0           |  |            |            |                          |       |
|                  | Bellaguarda – Heuscher (SUI) | 0                |  |  |               | Nummerdor – Schuil (NED) | 2             |  |  |             |                          |             |  | Bronsmatch | Bronsmatch | Bronsmatch               |       |
|                  | Lupo – Nicolai (ITA)         | 2                |  |  |               | Lupo – Nicolai (ITA)     | 0             |  |  |             |                          |             |  |            |            | Pļaviņš – Šmēdiņš (LAT)  | 2     |
|                  | Dalhausser – Rogers (USA)    | 0                |  |  |               |                          |               |  |  |             |                          |             |  |            |            | Nummerdor – Schuil (NED) | 1     |